# یولیان گیلوشی
یولیان گیلوشی (آلبانیایی: Julian Gjeloshi؛ زادهٔ ۱ آوریل ۱۹۷۴) بازیکن فوتبال اهل آلبانی بود.
از باشگاه‌هایی که در آن بازی کرده‌است می‌توان به باشگاه فوتبال پارتیزانی تیرانا، باشگاه فوتبال همل همپستید تاون، باشگاه فوتبال پاتریک تیسل، باشگاه فوتبال آترومیتوس، باشگاه فوتبال ولازنیا اشکودر، باشگاه فوتبال لاچی، و باشگاه فوتبال آپولون اسمیرنیس اشاره کرد.
وی همچنین در تیم ملی فوتبال آلبانی بازی کرده‌است.